# Anna Lefeuvrier
Anna Lefeuvrier, de son nom complet Anna Marie Josèphe Lefeuvrier, née le 4 novembre 1888 à Paris 5e et morte le 9 juillet 1954 à Clichy (Seine), est une actrice française.

## Filmographie
- 1924 : L'Enfant des halles de René Leprince : Mme Marcadion
- 1924 : Le Vert galant de René Leprince (en 8 chapitres) : la tia
- 1925 : Mylord l'Arsouille de René Leprince (en 8 chapitres) : Mme Mitouflet
- 1926 : Belphégor de Pierre Desfontaines : Marie-Jeanne Cautrais
- 1926 : Jean Chouan de Luitz-Morat (en 8 chapitres) : Victoire Lefranc
- 1927 : Les Cinq Sous de Lavarède de Maurice Champreux (en 8 chapitres) : Pénélope Bouvreuil
- 1927 : Le Sous-marin de cristal de Marcel Vandal : Mme Cassebois
- 1929 : Les Deux Timides de René Clair : la cousine Garadoux
- 1929 : Carillons et dentelles, chansons de rivières de Pierre du Cuvier : Julie
- 1930 : La Ronde des heures de Alexandre Ryder
- 1931 : Tout ça ne vaut pas l'amour de Jacques Tourneur : la dame irascible
- 1931 : Mardi gras de Pierre Weill
- 1932 : Service de nuit d'Henri Fescourt : Sarah
- 1932 : Champion de mon cœur, court métrage de René Jayet
- 1932 : Les Rigolos, court métrage de Jacques Séverac
- 1932 : La Merveilleuse Journée de Robert Wyler et Yves Mirande
- 1932 : Mirages de Paris de Fédor Ozep
- 1932 : Panurge de Michel Bernheim
- 1932 : Le Béguin de la garnison de Robert Vernay
- 1933 : 14 juillet de René Clair
- 1933 : Noces et Banquets, court métrage de Roger Capellani
- 1933 : Paprika de Jean de Limur
- 1933 : Ces messieurs de la Santé de Pierre Colombier : la cliente
- 1933 : Le Sexe faible de Robert Siodmak
- 1933 : Tout pour l'amour de Joe May et Henri-Georges Clouzot
- 1933 : Tout pour rien de René Pujol
- 1933 : La Voix de métal de Youly Marca-Rosa
- 1934 : Le Père Lampion de Christian-Jaque : la marchande des 4 saisons
- 1934 : Les Deux Papas, court métrage de Charles-Félix Tavano
- 1934 : Adémaï aviateur de Jean Tarride
- 1934 : L'Auberge du petit dragon de Jean de Limur
- 1934 : Flofloche de Gaston Roudès
- 1934 : Le Roi du cirage de Pierre Colombier
- 1934 : Jeunesse de Georges Lacombe
- 1935 : Quadrille d'amour  de Richard Eichberg et Germain Fried
- 1935 : Sacré Léonce de Christian-Jaque
- 1936 : Les Pattes de mouche de Jean Grémillon : Julia
- 1936 : La Peau d'un autre de René Pujol
- 1937 : Titin des Martigues de René Pujol
- 1939 : L'Héritier des Mondésir d'Albert Valentin : Irma